# Горчаков, Гений Дмитриевич
Гений Дмитриевич Горчаков (8 марта 1927, Визинга, Автономная область Коми (Зырян) — 15 августа 2016, Сыктывкар) — коми артист и драматург. Заслуженный артист Коми АССР (1969). Заслуженный работник культуры Российской Федерации (1991). Член Союза писателей России с 1997 года.

## Биография
Родился 8 марта 1927 года в селе Визинга Сысольского района Коми автономной области. В 1947 году окончил театральную студию при Коми республиканском драмтеатре. Трудился в качестве артиста, ассистента режиссёра в профессиональном театре села Объячево, директора районного Дома культуры, заведующего отделом культуры Прилузского райисполкома, был руководителем народного театра, затем был заведующим Дома культуры эжвинских бумажников. В 1979 году стал главой отдела искусств Министерства культуры Коми АССР.
Был инсценировщиком повести Г. Потапова и К. Панфилова «Волк тундры» для Коми республиканского драматического театра. Пьеса поставлена в театре в 1977 году. В 1980 году она была включена в программу творческого отчёта театра в городе Москва.
Опубликовал три многоактных пьесы, около десяти одноактных пьес, а также стал автором нескольких рассказов в журналах «Войвыв кодзув», «Чушканзi» и «Би кинь». Его постановка под названием «Гаж пестысъяс да найöс торкалысъяс» звучала по республиканскому радио. В Коми республиканском театре имени В. А. Савина были поставлены спектакли по пьесам «Йитчы-клеитчы», «Ерöм морт», «Федя, Сеня да мукöдъяс».
В 2010 году вышел в свет сборник пьес на коми языке, куда включены и новые, и уже публиковавшиеся произведения драматурга. 
Пьесы «Ок нин тайö вежöктöм» («Ох, уж эта ревность»), «Радейтöмыд — бурдтöм дой» («Любовь — незаживающая рана»), «Мед ог вунöдöй» («Чтобы помнили») были опубликованы в 2009—2011 годах в журнале «Войвыв кодзув».
Умер 15 августа 2016 года в Сыктывкаре. Похоронен на Верхнечовском кладбище.

## Награды
- Орден «Знак почёта» (1966)
- Медаль в честь 100-летия В. Ленина
- Медаль «Ветеран труда»
- Медаль «За доблестный труд в Великой Отечественной войне»
- Заслуженный артист Коми АССР (1969).
- Заслуженный работник культуры Российской Федерации (1991)[1].

## Память
В 1997 году его именем был назван народный театр села Объячево Республики Коми.